# Milk (singolo)
"Milk" è il sesto singolo della band Statunitense Garbage, estratto dall'album Garbage. "Milk" è stata scritta dai Garbage (Duke Erikson, Shirley Manson, Steve Marker e Butch Vig) nel proprio studio di registrazione durante il 1994-95. "Milk" fu lanciata a livello mondiale nel 1996 agli MTV Europe Music Awards. MTV classificò come una delle migliori esecuzioni  EMA  degli anni '90.

## Distribuzione
Il video di Milk è stato diretto dal fotografo Stéphane Sednaoui e messo in onda nel novembre 1996, alla classica versione ne fu affiancata nel 1997 una live diretta da Declan Lowney.

## Tracce

### Versione commerciale
- UK 7" Mushroom SX1494

1. "Milk - The Wicked Mix" (featuring Tricky) - 4:02
2. "Milk - The Tricky Mix" - 4:19

- UK CD1 Mushroom D1494

1. "Milk - The Wicked Mix" (featuring Tricky) - 4:02
2. "Milk - Completely Trashed Mix" - 6:31
3. "Milk - Album Version" - 3:52
4. "Stupid Girl - Tee's Radio Mix" - 3:45

- UK CD2 Mushroom DX1494

1. "Milk - The Wicked Mix" (featuring Tricky) - 4:02
2. "Milk - Classic Remix" - 4:47
3. "Milk - Udder Remix" - 4:49
4. "Stupid Girl - Danny Saber remix" - 4:26

- US CD maxi Almo Sounds AMSDS-89007
- US cassetta Almo Sounds AMSCS-89007

1. "Milk - Album Version" - 3:52
2. "Milk - The Siren Mix" - 4:02
3. "Milk - Udder Remix" - 4:49
4. "Milk - The Wicked Mix" (featuring Tricky) - 4:02

- OZ CD maxi White D1380
- OZ cassette White C1380

1. "Milk - The Siren Mix" - 4:02
2. "Milk - The Wicked Mix" (featuring Tricky) - 4:02
3. "Milk - The Tricky Mix" - 4:19
4. "Milk - Album Version" - 3:52

- CD maxi White D1519

1. "Milk - Rabbit In The Moon Mix - 5:49
2. "Stupid Girl - Tee's Radio Mix" - 3:45
3. "Queer - Danny Saber Mix - 5:39
4. "Dog New Tricks - The Pal Mix" - 4:02
5. "Alien Sex Fiend" - 4:37

## Classifiche
| Classifica (1996) | Posizione massima |
| ----------------- | ----------------- |
| Australia         | 44                |
| Germania          | 84                |
| Nuova Zelanda     | 50                |
| Regno Unito       | 10                |
| Stati Uniti       | 106               |

## Date di pubblicazione
| Data di pubblicazione | Paese       | Casa discografica   | Formato                       |
| --------------------- | ----------- | ------------------- | ----------------------------- |
| 7 ottobre 1996        | Australia   | White Records       | Musicassetta, 2×CD single set |
| 22 ottobre 1996       | Stati Uniti | Almo Sounds         | Airplay: Modern Rock Tracks   |
| 11 novembre 1996      | Regno Unito | Mushroom Records UK | 7" vinile, 2×CD single set    |
| 11 novembre 1996      | Europa      | BMG                 | 2×CD single set               |
| 12 novembre 1996      | Stati Uniti | Almo Sounds         | Musicassetta                  |
| 19 novembre 1996      | Stati Uniti | Almo Sounds         | CD single                     |
| 5 maggio 1997         | Regno Unito | Mushroom Records UK | 12" vinile ("Milk Remixes")   |